# Mechel (Cles)
Mechel (Mècel o Mècjel in noneso) è una frazione del comune di Cles in provincia autonoma di Trento.

## Storia
Mechel è stato comune autonomo fino al 1928, anno in cui venne aggregato a Cles.

## Monumenti e luoghi d'interesse

### Architetture religiose
- Chiesa di Santa Maria Assunta, documentata nel 1226, ricostruita nell'ultimo quarto del XVI secolo.[4]
- Chiesa di San Lorenzo, documentata verso la fine del XIV secolo, ricostruita nel primo quarto del XVI secolo.[5]

### Architetture militari
- Castello di Sant'Ippolito, menzionato per la prima volta nel 1255, fu la sede dell'omonima famiglia,[6] che visse nel maniero fino al 1407, quando scoppiò una rivolta anti-vescovile che comportò l'assalto e l'incendio del castello.[7] Sorgeva ad ovest del paese, al giorno d'oggi restano soltanto tracce di murature.
- Castel Firmian, detto "il castello dalle cento finestre", fortezza medievale costruita nel XV secolo sui ruderi di una residenza della famiglia Sant'Ippolito, passò poi per via matrimoniale alla famiglia Firmian.[8][9]

## Galleria d'immagini

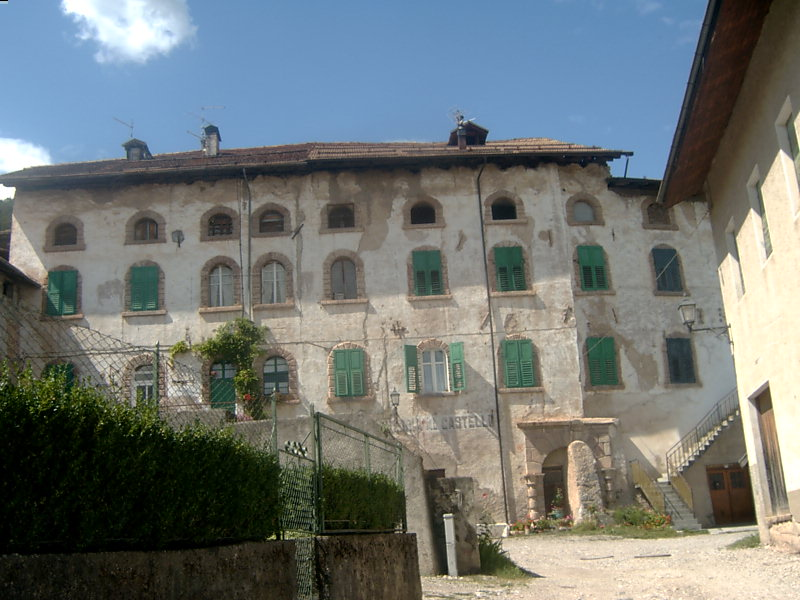
Castel Firmian
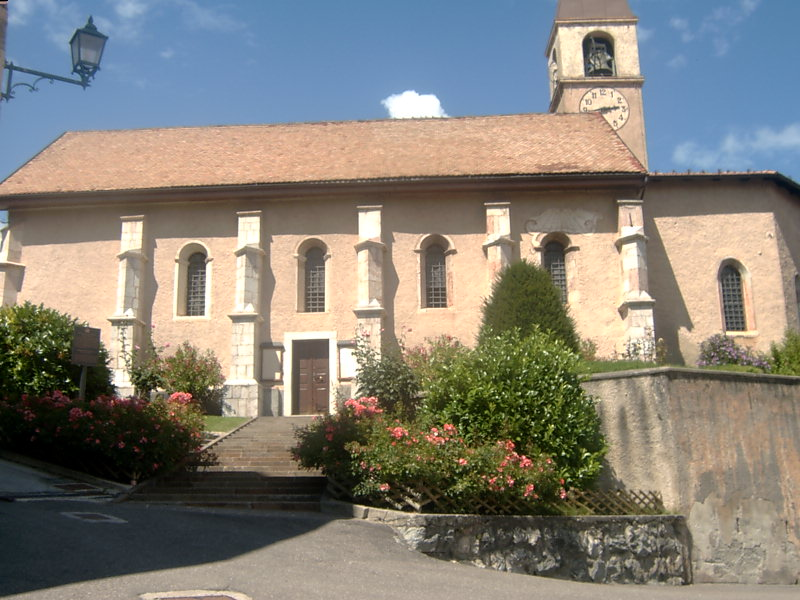
Chiesa di Santa Maria Assunta
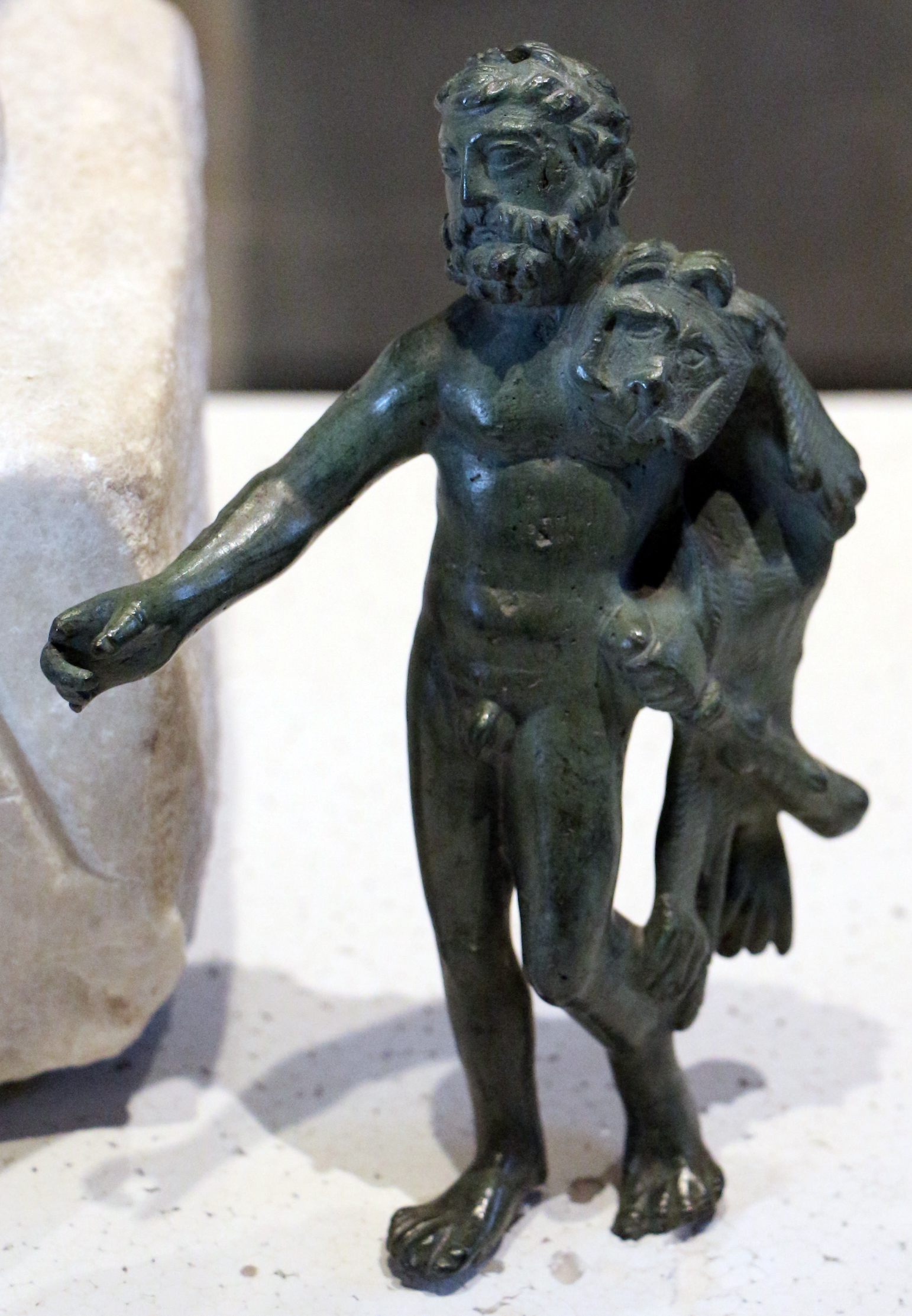
Statuetta di Ercole rinvenuta a Mechel